# 栗树山 (马萨诸塞州)

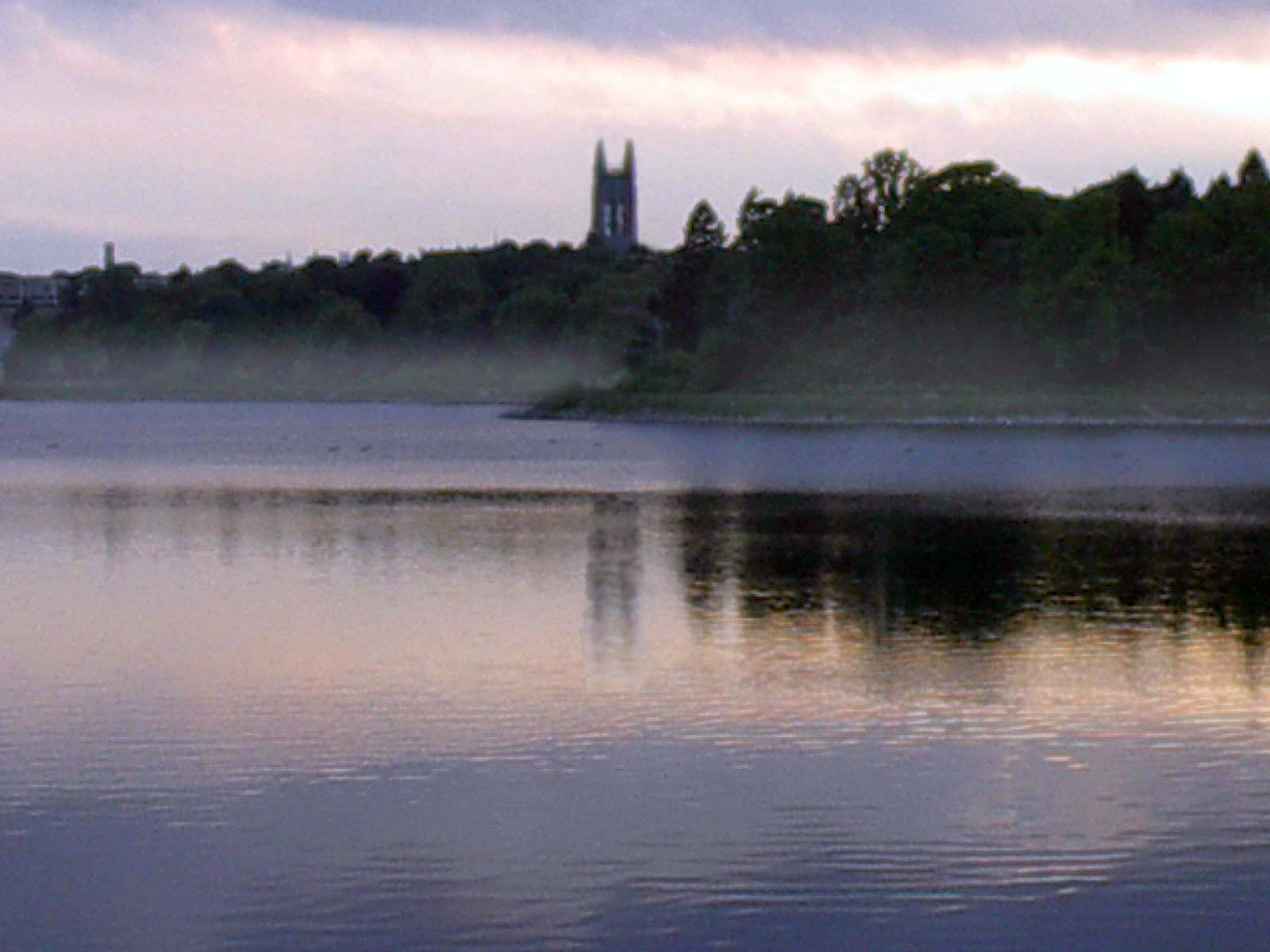
波士顿学院和栗树山水库

栗树山（英語：Chestnut Hill）是美国马萨诸塞州波士顿西面6英里处的一个富裕的郊区，郵區編號為02467，涵蓋三个区域，分属布鲁克莱恩镇、波士顿和牛顿市。以拥有富丽堂皇的古老宅第、风景如画的景色和历史悠久的波士顿学院校园而著称。

## 宗教
- 圣约翰神学院 (Brighton, MA)
- 圣公会救主堂（Church of the Redeemer）

## 名人
- 汤姆·布雷迪，一位已退役的美國職業美式足球四分衛。
- 麥可·杜卡基斯，第65及67屆马萨诸塞州州長。
- 瑪麗·貝克·艾迪，女性宗教领袖和作家。
- 西奥·艾普斯坦，芝加哥小熊的执行副总裁和总经理。